# 张平之
张平之（1910年—1987年）。河北省深泽县人。中华人民共和国成立后交通银行第一任总经理。

## 生平
1926年外出求学。1926年5月加入中国共产党。1930年任深泽县委委员。
抗战爆发后，任深泽县人民自卫团政治主任、安国县抗日政府秘书、党团书记、雄县抗日政府县长、献县抗日政府县长。筹组建献县裕民印刷所。1939年在冀中行署实业科工作。继任晋察冀边区银行冀中分行副经理兼印刷所所长。冀中区合作社筹备委员会副主任，晋察冀一专署实业科副科长、工商局长，北岳区合作社一分区办事处主任、商店总店经理，晋察冀一分区财办秘书，北岳一分区易县合作社县联社主任。
解放战争时期任华北第一出入口行和中国人民银行天津分行副经理工作。
1949年在上海、北平接管交通银行，是中共领导下的第一任交通银行总管理处总经理、上海市工商联筹委会委员。交通银行调北平后，任交通银行第一任总经理、财政部党组成员。参与筹备建设银行。后到山东省委财贸部工作。